# Madisyn Cox
Madisyn Cox (Lubbock, 30 de mayo de 1995) es una deportista estadounidense que compite en natación. Ganó una medalla de bronce en el Campeonato Mundial de Natación de 2017 y tres medallas en el Campeonato Mundial de Natación en Piscina Corta de 2016.

## Palmarés internacional
| Campeonato Mundial                  | Campeonato Mundial | Campeonato Mundial | Campeonato Mundial |
| Año                                 | Lugar              | Medalla            | Prueba             |
| ----------------------------------- | ------------------ | ------------------ | ------------------ |
| 2017                                | Budapest (Hungría) | Medalla de bronce  | 200 m estilos      |
| Campeonato Mundial en Piscina Corta |                    |                    |                    |
| Año                                 | Lugar              | Medalla            | Prueba             |
| 2016                                | Windsor (Canadá)   | Medalla de plata   | 4 × 200 m libre    |
| 2016                                | Windsor (Canadá)   | Medalla de bronce  | 200 m estilos      |
| 2016                                | Windsor (Canadá)   | Medalla de bronce  | 400 m estilos      |